# Epeolus packeri
Epeolus packeri (лат.) — вид земляных пчёл-кукушек рода Epeolus из подсемейства Nomadinae (Apidae). Название дано в честь профессора Laurence Packer, коллектора типовой серии.

## Распространение
Северная Америка: США, Флорида.

## Описание
Мелкие слабоопушённые пчёлы, буровато-чёрные, с беловато-жёлтыми отметинами на теле как у ос и рыжевато-красными ногами. Длина менее 1 см (тело 8,3 мм; длина головы 2,0 мм; ширина головы 2,8 мм; длина переднего крыла 6,2 мм). Следующие морфологические признаки в сочетании могут быть использованы для отличия E. packeri от всех других североамериканских Epeolus: пронотальный воротничок преимущественно ржаво-бурый; аксилла крупная, её вершина простирается назад до или за задний край мезоскутеллума, расширена латерально и, как и мезоскутеллум, ржаво-бурая; мезоплеврон плотно и равномерно пунктирован; метасомальные тергиты имеют бледное, но не коричневато-оранжевое опушение; апикальные фасции тергитов T1—T3 прерваны медиально и обычно сведены к дискретным латеральным пятнам.
Сходен с видами Epeolus andriyi, Epeolus deyrupi, Epeolus floridensis и Epeolus howardi тем, что аксиллы крупные, с дугообразным латеральным краем, как и мезоскутеллум, ржаво-бурые, а апикальные фасции T1—T3 прерваны медиально, но отличаются строением и данными баркодирования. Однако у E. packeri псевдопигидиальная область самки шире (вершина >2 × медиальная длина), чем у E. andriyi, E. floridensis или E. howardi (вершина <2 × медиальной длины), а базальная фасция T1 отсутствует или сведена к паре небольших пятен бледного томентума, тогда как у E. andriyi, E. floridensis и E. howardi T1 имеет отчётливую, хотя часто медиально прерывистую базальную фасцию. Epeolus packeri близко похож на E. deyrupi, но у E. deyrupi мезоплеврон обычно имеет более редкие точки вентролатерально, чем у E. packeri, с промежутками блестящими или несколько тусклыми из-за микроскульптуры тесселированной поверхности, а апикальные фасции T1—T3 (в разной степени) коричневато-оранжевые медиально и белые латерально. Epeolus packeri также похож на Epeolus scutellaris, но у E. scutellaris пронотальный воротничок преимущественно чёрный, а апикальные фасции T1—T3 полные или только очень узко прерваны медиально. Клептопаразиты, предположительно, пчёл рода Colletes , в гнёзда которых откладывают свои яйца.  Максиллярные щупики 1-члениковые. 2-й стернит брюшка матовый. У самок на 6-м стерните брюшка расположены ланцетовидные, мелко зазубренные отростки. В переднем крыле три радиомедиальных ячейки, 1-я из них много крупнее 3-й. Вершина радиальной ячейки (по форме она эллиптическая) удалена от переднего края крыла. Задние голени со шпорами.